# エクリプス級防護巡洋艦
| エクリプス級防護巡洋艦                   | エクリプス級防護巡洋艦 |
| ---------------------------------------- | --- |
| 竣工当時の 「エクリプス（HMS Eclipse）」 | |
| 艦級概観                                 | |
| 艦種                                     | 三等防護巡洋艦 |
| 艦名                                     | 神話名 |
| 前級                                     | アストーリア級 |
| 次級                                     | アラガント級 |
| 性能諸元                                 | |
| 排水量                                   | 常備：5,600トン |
| 全長                                     | 113.69m |
| 垂線長                                   | 106.68m |
| 全幅                                     | 16.31m |
| 吃水                                     | 6.25m |
| 機関                                     | ノルマン式石炭専焼水管缶8基 +直立式3気筒3段膨張型レシプロ2基2軸推進 |
| 最大出力                                 | 自然通風：8,000hp 強制通風：9,600hp |
| 最大速力                                 | 自然通風：18.5ノット 強制通風：19.5ノット |
| 航続距離                                 | 10ノット/7,000海里 |
| 燃料                                     | 石炭：1,075トン |
| 乗員                                     | 450名 |
| 兵装                                     | アームストロング 15.2cm（45口径）単装速射砲5基 アームストロング 12cm（45口径）単装速射砲6基 アームストロング 7.62cm（40口径）単装速射砲8基 4.7cm（43口径）単装機砲2基 45.7cm魚雷発射管1門&同水中魚雷発射管2門 |
| 装甲                                     | 甲板：37～76mm（主甲板） 主砲：76mm（最厚部） 司令塔：152mm（最大厚） |

エクリプス級巡洋艦 (Eclipse class cruiser) は、イギリス海軍の防護巡洋艦の艦級でイギリス海軍では二等防護巡洋艦に類別していた。

## 概要
本艦はイギリス海軍が自国の通商路保護と植民地警備を主任務とする小型の防護巡洋艦として、アストーレア級を大型化した設計で建造されたクラスである。

## 艦形

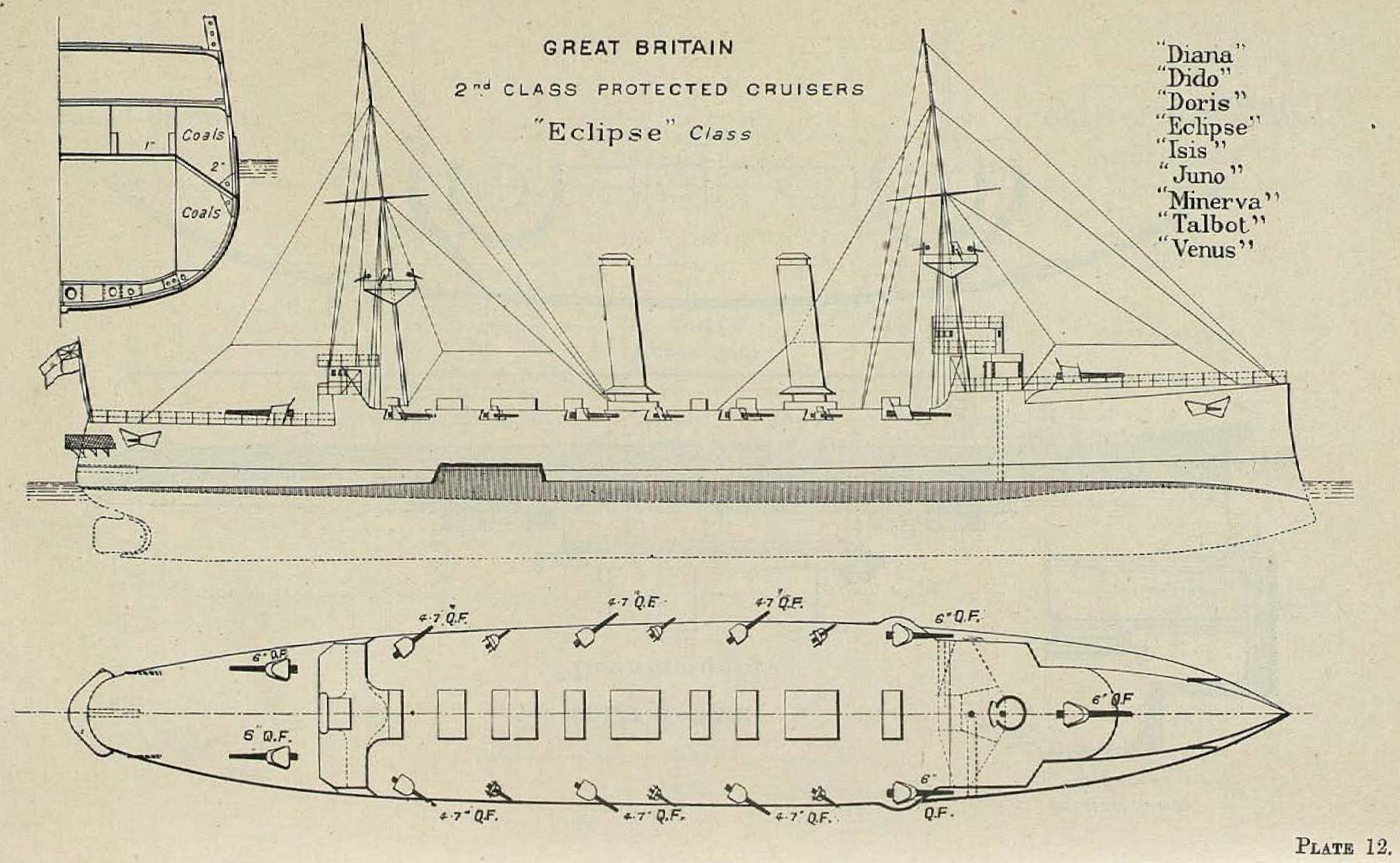
本級の武装と防御を示した図。

未だ帆船時代のデザインが色濃く残る時代のイギリスらしく気品ある印象を受ける。船体は長船首楼型船体である。水面下に衝角（ラムの付いた艦首から甲板上に15.2cm速射砲を防盾の付いた単装砲架で1基を配置した。その背後に司令塔の上に、両脇に船橋を持つ操舵艦橋と単脚式の前部マストが立つ。船体中央部に2本煙突が等間隔に立ち、その周囲は艦載艇置き場となっており、前後マストを基部とするクレーン1基ずつ計2基により運用された。4番煙突の後方に後部マストと後部艦橋が立ち、舷側部には前後艦橋の側面に半円形の張り出しを片舷1か所ずつ設けて15.2cm速射砲を片舷1基ずつ配置した。その背後の舷側甲板上に副砲の12cm速射砲を防盾の付いた単装砲架で片舷3基ずつ計6基を配置した。後部艦橋から一段下がって、後部甲板上に15.2cm速射砲2基を並列配置された。この武装配置により艦首方向に最大で15.2cm砲3門、舷側方向に最大で15cm砲3門・12cm砲3門、艦尾方向に最大で15cm砲2門が指向できた。

## 主砲、その他備砲

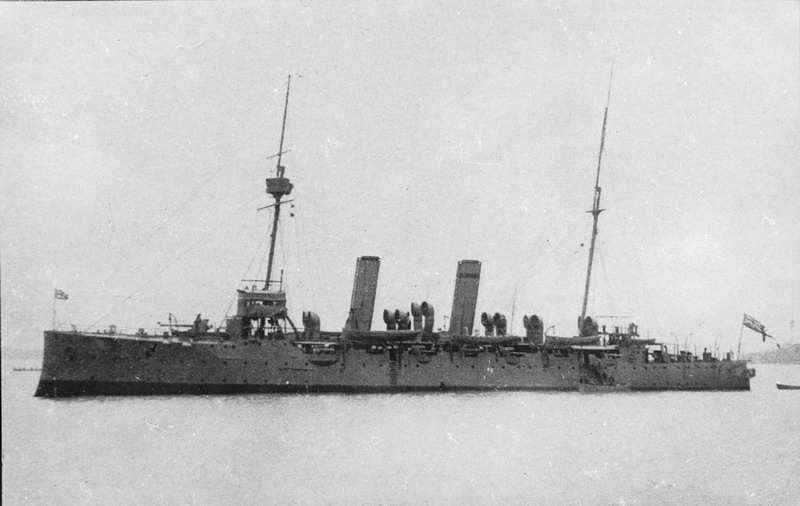
本級のトールポット。後甲板上に単装砲を並列に配置しているのが特色である。

本級の主武装は「1901年型 Mark VII 15,2cm（45口径）砲」を採用した。その性能は45.4kgの砲弾を、最大仰角20度で13,350mまで届かせられ、射程2,740mで舷側装甲51mmを貫通できるとされた。砲身の俯仰・砲塔の旋回・砲弾の揚弾・装填は主に人力を必要とした。砲身の上下角度は仰角20度・俯角7度で左右の旋回角度は甲板上に配置したものは300度、舷側配置の物は160度であった。発射速度は1分間に5～7発と速かったであった。
他に対水雷艇迎撃用に、「アームストロング 7.6cm（40口径）単装速射砲」を単装砲架で計14基、近接戦闘用としてこの時代の軍艦に広く採用されたフランスのオチキス社の「オチキス 4.7cm（43口径）機砲」を単装砲架で3基装備した。対艦攻撃用に45.7cm水中魚雷発射管2基をしていた。

## 同型艦
- ダイアナ（Diana）
- ダイドー（Dido）
- ドーリス（Doris）
- エクリプス（Eclipse）
- アイシス（Isis）
- ジュノー（Juno）
- ミナーヴァ（Minerva）
- トールポット（Talpot）
- ヴィーナス（Venus）

## 参考図書
- 「世界の艦船増刊第46集　イギリス巡洋艦史」（海人社）
- 「Conway All The World's Fightingships 1860-1905」（Conway）
- 「Conway All The World's Fightingships 1906–1921」（Conway）
- 「Jane's Fighting Ships Of World War I」（Jane）